# Dimos Markopoulo Mesogaias
Dimos Markopoulo Mesogaias (Markopoulo Mesogaias) är en kommun i Grekland.   Den ligger i prefekturen Nomarchía Anatolikís Attikís och regionen Attika, i den sydöstra delen av landet, 25 km öster om huvudstaden Aten. Antalet invånare är 20 040. Arean är 82 kvadratkilometer. Dimos Markopoulo Mesogaias gränsar till Paianía.
Terrängen i Dimos Markopoulo Mesogaias är kuperad åt sydost, men åt nordväst är den platt.